# Natação nos Jogos Olímpicos de Verão de 1988 - 100 m borboleta masculino
A competição dos 100 metros borboleta masculino da natação nos Jogos Olímpicos de Verão de 1988 foi disputada nos dias 20 e 21 de setembro no  Jamsil Indoor Swimming Pool em Seul, Coreia do Sul.

## Medalhistas
| Ouro   | SUR Anthony Nesty |
| Prata  | USA Matt Biondi   |
| Bronze | GBR Andy Jameson  |

## Recordes
Antes desta competição, os recordes mundiais e olímpicos da prova eram os seguintes:
| Tipo | Atleta              | Tempo | Local                       | Data                |
| ---- | ------------------- | ----- | --------------------------- | ------------------- |
|      | Pablo Morales (USA) | 52.84 | Orlando, Estados Unidos     | 23 de junho de 1986 |
|      | FRG Michael Gross   | 53.08 | Los Angeles, Estados Unidos | 30 de julho de 1984 |

Os seguintes recordes mundiais ou olímpicos foram estabelecidos durante esta competição:
| Data           | Evento  | Atleta            | Tempo | Notas            |
| -------------- | ------- | ----------------- | ----- | ---------------- |
| 21 de setembro | Final A | SUR Anthony Nesty | 53.00 | Recorde olímpico |

## Resultados

### Eliminatórias
Regra: Os oito nadadores mais rápidos avançam à final A (Q), enquanto os oito seguintes, para a final B (q).
| Pos. | Raia | Nadador                   | CON                          | Tempo   | Notas |
| ---- | ---- | ------------------------- | ---------------------------- | ------- | ----- |
| 1    | 5    | Andy Jameson              | GBR Grã-Bretanha             | 53.34   | Q     |
| 2    | 7    | Matt Biondi               | USA Estados Unidos           | 53.46   | Q     |
| 3    | 6    | Anthony Nesty             | SUR Suriname                 | 53.50   | Q,    |
| 4    | 7    | Michael Gross             | FRG Alemanha Ocidental       | 53.78   | Q     |
| 5    | 7    | Jon Sieben                | AUS Austrália                | 53.85   | Q     |
| 6    | 6    | Vadim Yaroshchuk          | URS União Soviética          | 54.17   | Q     |
| 7    | 5    | Tom Ponting               | CAN Canadá                   | 54.31   | Q     |
| 8    | 6    | Jay Mortenson             | USA Estados Unidos           | 54.44   | Q     |
| 9    | 7    | Benny Nielsen             | DEN Dinamarca                | 54.52   | q     |
| 10   | 5    | Anthony Mosse             | NZL Nova Zelândia            | 54.63   | q     |
| 11   | 5    | Vlastimil Černý           | CAN Canadá                   | 54.66   | q     |
| 12   | 5    | Zheng Jian                | CHN China                    | 54.69   | q     |
| 13   | 6    | Neil Cochran              | GBR Grã-Bretanha             | 54.75   | q     |
| 14   | 7    | Hiroshi Miura             | JPN Japão                    | 54.82   | q     |
| 15   | 5    | Rafał Szukała             | POL Polônia                  | 54.83   | q     |
| 16   | 5    | Shen Jianqiang            | CHN China                    | 54.86   | q     |
| 17   | 7    | Martin Herrmann           | FRG Alemanha Ocidental       | 55.20   |       |
| 18   | 6    | José Luis Ballester       | ESP Espanha                  | 55.27   |       |
| 19   | 7    | Frank Drost               | NED Países Baixos            | 55.38   |       |
| 20   | 4    | David Wilson              | AUS Austrália                | 55.54   |       |
| 21   | 7    | Robert Wolf               | TCH Checoslováquia           | 55.73   |       |
| 22   | 6    | Leonardo Michelotti       | ITA Itália                   | 55.83   |       |
| 23   | 6    | Konstantin Petrov         | URS União Soviética          | 55.84   |       |
| 24   | 4    | Yukinori Tanaka           | JPN Japão                    | 56.19   |       |
| 25   | 4    | Ross Anderson             | NZL Nova Zelândia            | 56.31   |       |
| 26   | 4    | Eduardo de Poli           | BRA Brasil                   | 56.37   |       |
| 27   | 6    | Ludovic Depickère         | FRA França                   | 56.47   |       |
| 28   | 5    | Valerio Giambalvo         | ITA Itália                   | 56.57   |       |
| 29   | 2    | Reinhold Leitner          | AUT Áustria                  | 56.72   |       |
| 30   | 4    | Théophile David           | SUI Suíça                    | 56.77   |       |
| 31   | 3    | Joseph Eric Buhain        | PHI Filipinas                | 57.17   |       |
| 32   | 3    | Wladimir Ribeiro          | BRA Brasil                   | 57.25   |       |
| 33   | 2    | Mabílio Albuquerque       | POR Portugal                 | 57.30   |       |
| 34   | 1    | Paul Yelle                | BAR Barbados                 | 57.36   |       |
| 35   | 4    | Ang Peng Siong            | SIN Singapura                | 57.41   |       |
| 36   | 3    | Theodoros Griniazakis     | GRE Grécia                   | 57.56   |       |
| 37   | 3    | Paulo Camacho             | POR Portugal                 | 57.62   |       |
| 38   | 3    | Park Yeong-cheol          | KOR Coreia do Sul            | 57.74   |       |
| 39   | 3    | Tsang Yi Ming             | HKG Hong Kong                | 57.84   |       |
| 40   | 2    | Urbano Zea                | MEX México                   | 57.89   |       |
| 41   | 4    | Carlos Romo               | MEX México                   | 58.04   |       |
| 42   | 2    | Pedro Lima                | ANG Angola                   | 59.21   |       |
| 43   | 2    | Graham Thompson           | ZIM Zimbabwe                 | 1:00.13 |       |
| 44   | 2    | Kristan Singleton         | ISV Ilhas Virgens Americanas | 1:00.97 |       |
| 45   | 2    | William Cleveland         | ISV Ilhas Virgens Americanas | 1:01.10 |       |
| 46   | 1    | Sergio Fafitine           | MOZ Moçambique               | 1:01.15 |       |
| 47   | 1    | Plutarco Castellanos      | HON Honduras                 | 1:02.69 |       |
| 48   | 1    | Salam Mohamed Abdul Salam | BAN Bangladesh               | 1:03.69 |       |
| 49   | 1    | Mohamed Bin Abid          | UAE Emirados Árabes Unidos   | 1:06.25 |       |
| 50   | 1    | Trevor Ncala              | SWZ Suazilândia              | 1:06.85 |       |
| 51   | 1    | Jorge Gomes               | ANG Angola                   | 1:09.60 |       |
| 055  | 1    | Salvador Vassallo         | PUR Porto Rico               | DNS     |       |
| 055  | 2    | Oon Jin Gee               | SIN Singapura                | DNS     |       |
| 055  | 3    | Matjaž Kozelj             | YUG Iugoslávia               | DNS     |       |
| 055  | 4    | Michael Adam              | AUT Áustria                  | DNS     |       |

### Finais

#### Final B
| Pos. | Raia | Nadador         | CON               | Tempo | Notas |
| ---- | ---- | --------------- | ----------------- | ----- | ----- |
| 9    | 8    | Shen Jianqiang  | CHN China         | 54.52 |       |
| 10   | 5    | Anthony Mosse   | NZL Nova Zelândia | 54.63 |       |
| 11   | 4    | Benny Nielsen   | DEN Dinamarca     | 54.77 |       |
| 12   | 3    | Vlastimil Černý | CAN Canadá        | 54.79 |       |
| 13   | 1    | Rafał Szukała   | POL Polônia       | 54.80 |       |
| 14   | 7    | Hiroshi Miura   | JPN Japão         | 54.98 |       |
| 15   | 6    | Zheng Jian      | CHN China         | 55.00 |       |
| 16   | 2    | Neil Cochran    | GBR Grã-Bretanha  | 55.22 |       |

#### Final A
| Pos.              | Raia | Nadador          | CON                    | Tempo | Notas            |
| ----------------- | ---- | ---------------- | ---------------------- | ----- | ---------------- |
| Medalha de ouro   | 3    | Anthony Nesty    | SUR Suriname           | 53.00 | Recorde olímpico |
| Medalha de prata  | 5    | Matt Biondi      | USA Estados Unidos     | 53.01 |                  |
| Medalha de bronze | 4    | Andy Jameson     | GBR Grã-Bretanha       | 53.30 |                  |
| 4                 | 2    | Jon Sieben       | AUS Austrália          | 53.33 |                  |
| 5                 | 6    | Michael Gross    | FRG Alemanha Ocidental | 53.44 |                  |
| 6                 | 8    | Jay Mortenson    | USA Estados Unidos     | 54.07 |                  |
| 7                 | 1    | Tom Ponting      | CAN Canadá             | 54.09 |                  |
| 8                 | 7    | Vadim Yaroshchuk | URS União Soviética    | 54.60 |                  |

Legenda
| Recorde mundial      | Recorde mundial (World record)               |                       | Recorde africano                      | Recorde africano (African) |                                           | Q | Classificado por posição (Qualified) |
| Recorde olímpico     | Recorde olímpico (Olympic record)            | Recorde da América    | Recorde da América (Americas)         | q                          | Classificado por melhor tempo (Qualified) |   |                                      |
| Melhor marca do ano  | Melhor marca do ano (World leading)          | Recorde asiático      | Recorde asiático (Asian)              | DNS                        | Não largou (Did not start)                |   |                                      |
| Recorde nacional     | Recorde nacional (National record)           | Recorde europeu       | Recorde europeu (European)            | DNF                        | Não terminou (Did not finish)             |   |                                      |
| Recorde pessoal      | Recorde pessoal do atleta (Personal best)    | Recorde da Oceania    | Recorde da Oceania (Oceania)          | DSQ / DQ                   | Desclassificado (Disqualified)            |   |                                      |
| Recorde da temporada | Recorde da temporada do atleta (Season best) | Recorde sul-americano | Recorde sul-americano (South America) | NM                         | Sem marca (No mark)                       |   |                                      |